# Société européenne de philosophie analytique
La Société européenne de philosophie analytique (en anglais : European Society for Analytical Philosophy ou ESAP) est une association d'universitaires, chercheurs et étudiants en philosophie appartenant au courant de la philosophie analytique et basés en Europe. Elle fut fondée en 1991 par Kevin Mulligan, Barry Smith, Peter Simons, Pierre Jacob, Diego Marconi, François Recanati, Marco Santambrogio, Andreas Kemmerling (en) et Pascal Engel. L'ESAP fédère actuellement sept associations nationales d'universitaires, chercheurs et étudiants.
L'ESAP organise tous les trois ans le Congrès européen de philosophie analytique, ou congrès ECAP (pour European Congress of Analytic Philosophy), dans une ville européenne. Le congrès ECAP a été inauguré en 1993 à Aix-en-Provence par le premier président de l'ESAP, François Récanati, et est depuis devenu un événement majeur de rencontre des philosophes analytiques européens. L'ESAP édite également la revue Dialectica, sa revue officielle, initiée sous la présidence de Peter Simons (1993-1996).

## Historique
Le constat des fondateurs, au début de la décennie 1990, était que la philosophie analytique s'épanouissait à nouveau en Europe, après une longue interruption due à la deuxième guerre mondiale et l'exil nord-américain de nombreux philosophes européens. Cependant, les philosophes pratiquant le style analytique de la philosophie en Europe continentale travaillaient souvent en étant isolés les uns des autres : dans leurs écrits et leur interactions, ils échangeaient presque exclusivement avec des philosophes analytiques d'Amérique du Nord et de Grande-Bretagne. Leur ambition fut alors de renforcer les coopérations entre chercheurs du continent.
Le premier président de l'ESAP fut François Récanati. En 1993, il a organisé le premier congrès ECAP, à Aix-en-Provence. L'organisation d'un congrès ECAP tous les trois ans est l'une des tâches majeures des présidents de l'ESAP. Peter Simons a organisé ECAP2 à Leeds (1996), Nenad Miscevic ECAP3 à Maribor (1999), Wlodek Rabinowicz ECAP4 à Lund (2002), Joao Branquino ECAP5 à Lisbonne (2005), Jan Wolenski ECAP6 à Cracovie (2008), Michele di Francesco ECAP7 à Milan (2011), Mircea Dumitru ECAP8 à Bucarest (2014).
En 2017, ECAP9 aura lieu à la LMU de Munich, où le congrès sera organisé par l'actuel président de l'ESAP, Stephan Hartmann.
Sous la présidence de Peter Simons, la revue Dialectica est devenue la revue officielle de l'ESAP. Dès 1997, la première page Web de l'ESAP a été créée par Bozidar Kante. En 1999, elle a été renouvelée par Carlo Penco, qui a continué à l'administrer jusqu'en 2015.

## Présidents
- François Recanati (1991-1993)
- Peter Simons (1993-1996)
- Nenad Miscevic (1996-1999)
- Woldek Rabinowicz (1999-2002)
- João Branquinho (2002-2005)
- Jan Wolenski (2005-2008)
- Michele Di Francesco (2008-2011)
- Mircea Dumitru (2011-2014)
- Stephan Hartmann (2014-2017)
- Daniel Cohnitz (2017-2020)
- Katalin Farkas (2020-2023)

María Cerezo de l'Université Complutense de Madrid est l'actuelle présidente (2023-).

## Sociétés membres
Les sociétés suivantes sont membres de l'ESAP :
- Central Europe Section (CESAP)
- Croatian Society for Analytic Philosophy (CSAP)
- German Society fo Analytic Philosophy (GAP)
- Italian Society for Analytic Philosophy (SIFA)
- Société de philosophie analytique (SoPhA).
- Sociedade Portuguesa de Filosofia Analítica
- Spanish Society fo Analytic Philosophy (SEFA)